# James Fazy
James Fazy (Genève, 12 mei 1794 - Petit-Saconnex, 6 november 1878) was een Zwitsers politicus voor de Vrijzinnig-Democratische Partij uit het kanton Genève.

## Biografie

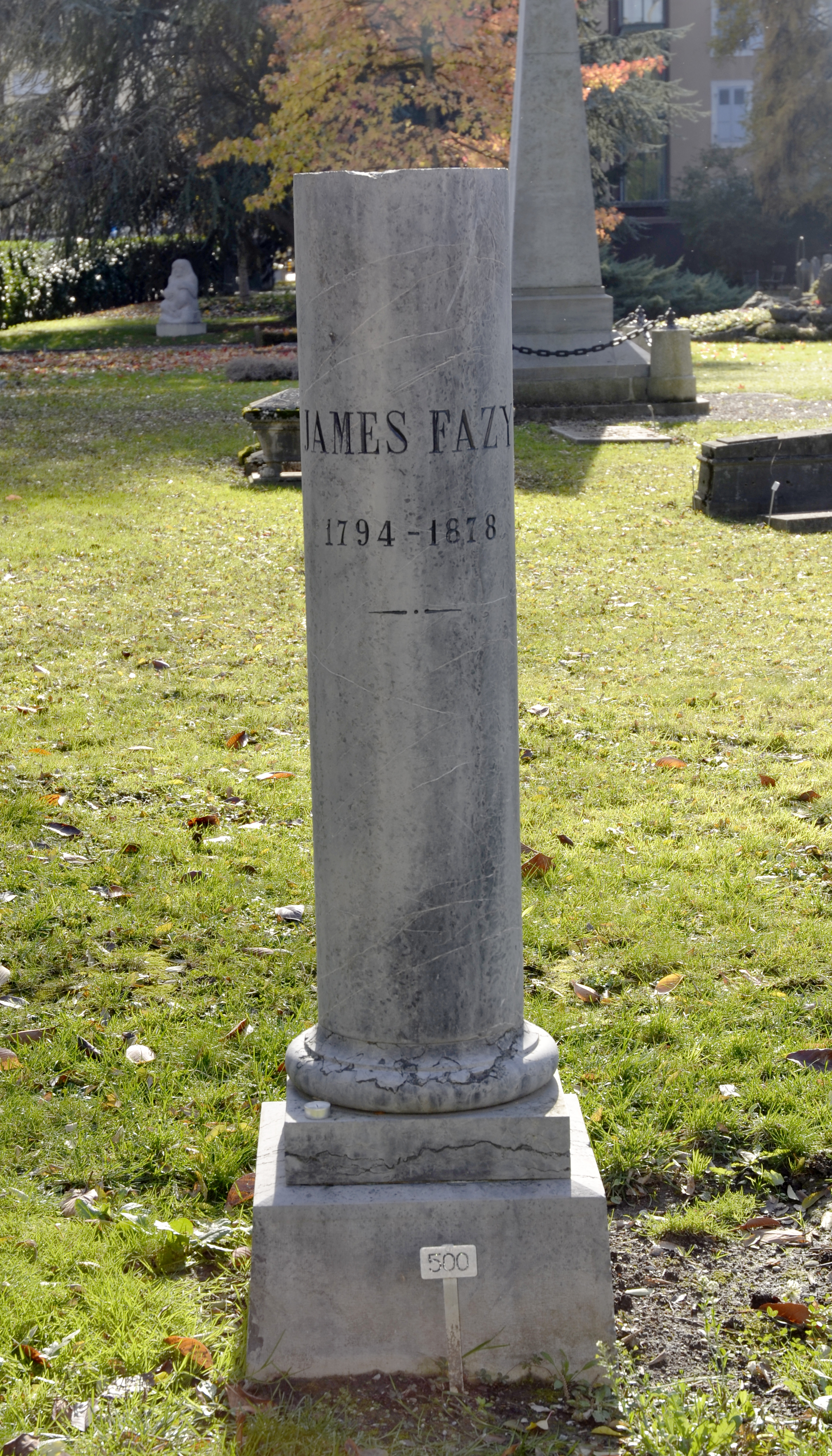
Graf van James Fazy op het Cimetière des Rois in Genève.

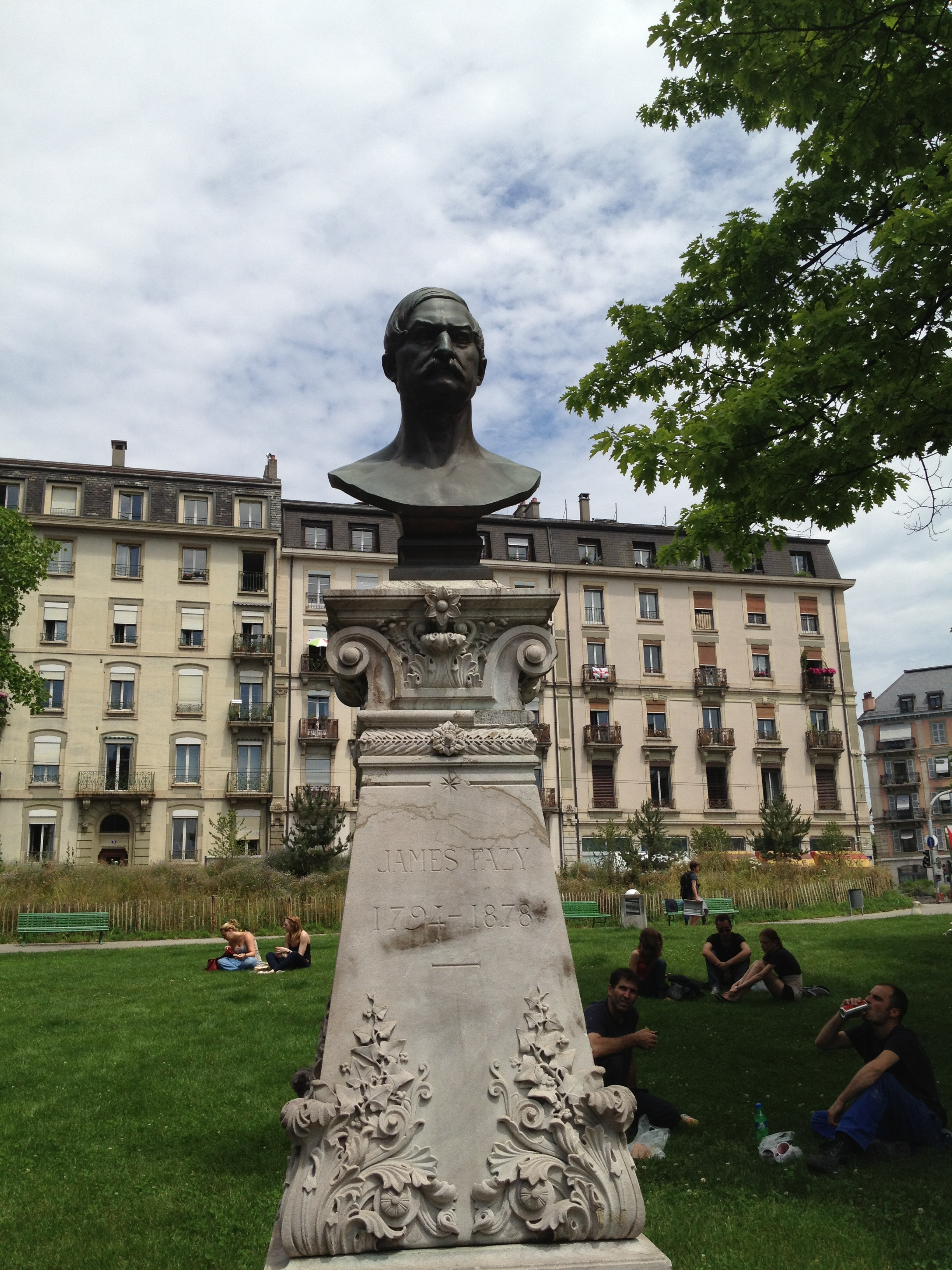
Buste van Fazy in het parc Saint-Jean in Genève.

Fazy zetelde in de Kantonsraad van 6 november 1848 tot 1 april 1849, van 1 december 1851 tot 1 oktober 1854, van 21 januari 1856 tot 1 oktober 1857 en van 6 november 1871 tot 1 december 1872. Van 3 tot 22 juli 1854 was hij voorzitter van de Kantonsraad. Van 7 december 1857 tot 2 december 1866 zetelde hij in de Nationale Raad.
Fazy is nauw verbonden met het ontstaan van de term Genferei.

## Trivia
- De Boulevard James-Fazy in Genève werd naar hem vernoemd.